# Onni Lappalainen
Onni Lappalainen (Mikkeli, Finlandia, 30 de julio de 1922 - Mikkeli, 12 de enero de 1971) fue un gimnasta artístico finlandés, medallista olímpico de bronce en Helsinki 1952 y Melbourne 1956 en el concurso por equipos.

## Carrera deportiva
Su mayor triunfo fue conseguir el bronce en las Olimpiadas de Helsinki 1952 y Melbourne 1956 en el concurso por equipos. En esta segunda ocasión los fineses quedaron situados en el podio tras los soviéticos y japoneses, y siendo sus compañeros de equipo: Olavi Laimuvirta, Raimo Heinonen, Berndt Lindfors, Martti Mansikka y Kalevi Suoniemi.